# 塞纳河畔伊夫里圣母堂

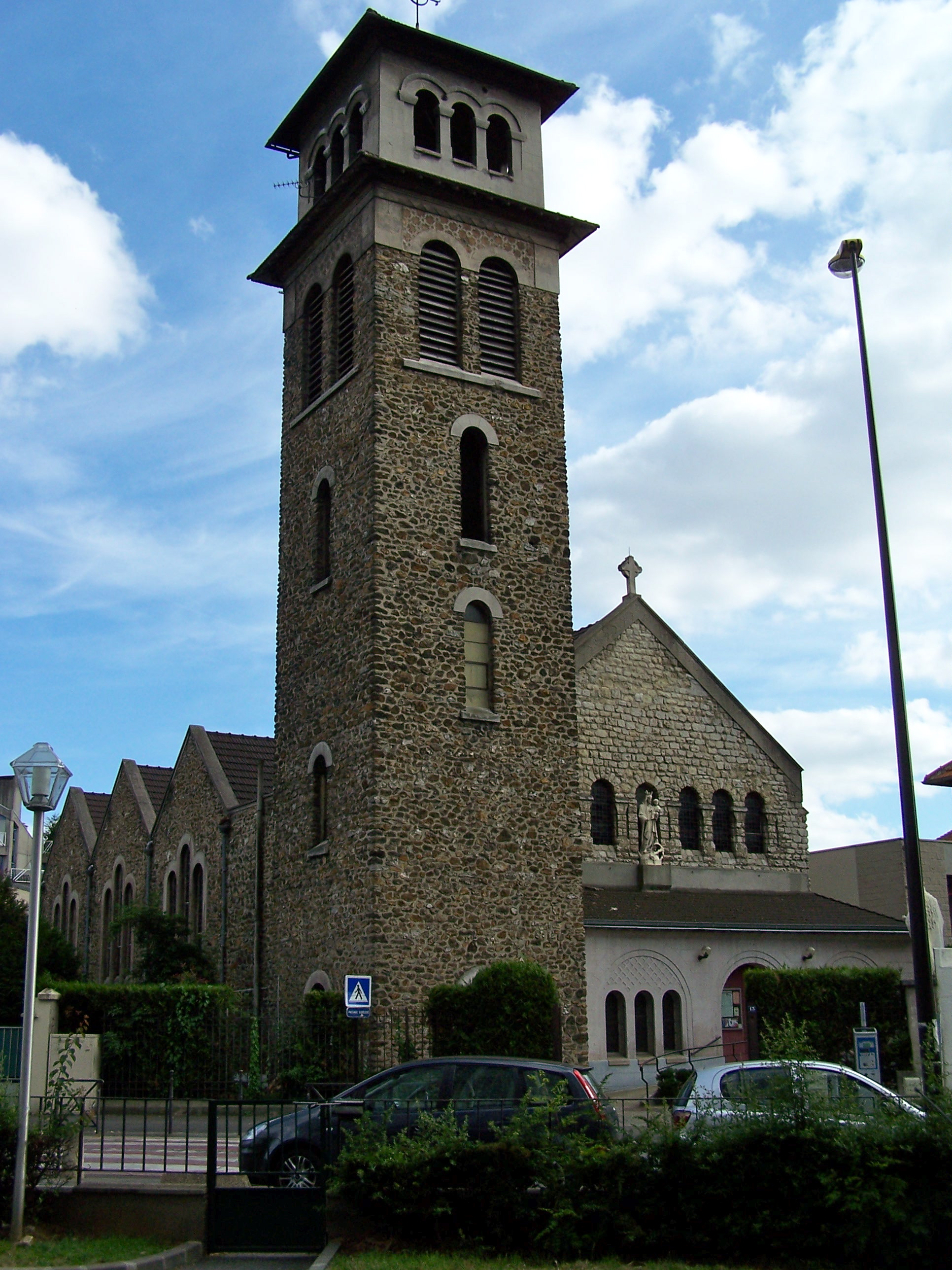

塞纳河畔伊夫里圣母堂（Église Notre-Dame-de-l'Espérance d'Ivry-sur-Seine）是一座罗马天主教堂区教堂，位于法国法兰西岛大区马恩河谷省市镇塞纳河畔伊夫里（紧邻巴黎十三区）的保罗· 贝尔路（Rue Paul-Bert）.

## 历史
1911年，修道院院长约瑟夫·加兰（Joseph Garin）建造了一个宗教中心，设有圣心小堂，以及各种基督教慈善机构的建筑。1924年，钟楼建成。1931年，增加了中殿和钟楼。玛丽·罗兰·戈瑟兰小姐资助了这座教堂。花窗玻璃建于1925年、1927年和1931年。